# جريجور فيشر
جريجور فيشر (بالإنجليزية: Gregor Fisher)‏ (و. 1953 – م) هو ممثل، وممثل هزلي، من المملكة المتحدة، ولد في غلاسكو.

## وصلات خارجية
- جريجور فيشر على موقع IMDb (الإنجليزية)
- جريجور فيشر على موقع ألو سيني (الفرنسية)
- جريجور فيشر على موقع ميوزك برينز (الإنجليزية)
- جريجور فيشر على موقع أول موفي (الإنجليزية)
- جريجور فيشر على موقع قاعدة بيانات الأفلام السويدية (السويدية)
- جريجور فيشر على موقع ديسكوغز (الإنجليزية)
- جريجور فيشر على موقع قاعدة بيانات الفيلم (الإنجليزية)
- جريجور فيشر على موقع كينوبويسك (الروسية)